# Света Марина (Цотили)
Вижте пояснителната страница за други значения на Света Марина.
„Света Марина“ (на гръцки: Αγίας Μαρίνας Τσοτυλίου) е православна църква в село Цотили, Егейска Македония, Гърция, част от Сисанийската и Сятищка епархия.
Църквата съществува от византийско време в северната част на селото. С ислямизирането на селото по времето на Али паша Янински църквата е разрушена. След 1833 година в руините ѝ продължават да се извършват служби. В 1928 година е положен основният камък за възстановяване на храма. Работата започва в 1952 година и църквата е завършена в 1958 година.